# František Zelenka

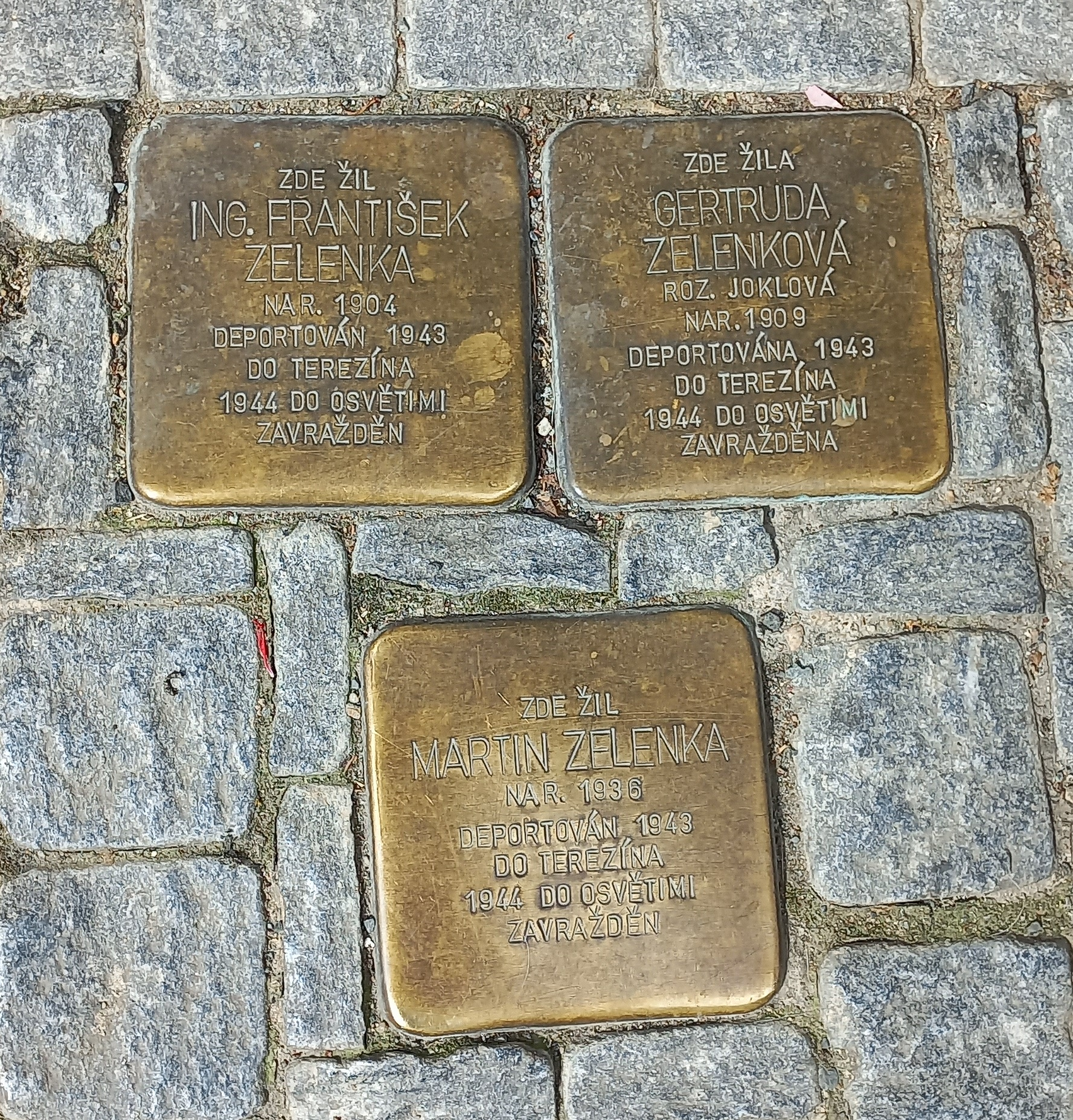
Kameny zmizelých - František Zelenka, Gertruda Zelenková, Martin Zelenka, Haštalská 760/27, Praha 1 – Staré Město

František Zelenka (8. června 1904 Kutná Hora – 19. října 1944 při transportu z Terezína do koncentračního tábora Osvětim nebo v Gleiwitzu v říjnu 1944) byl význačný český architekt, grafik, jevištní a kostýmní výtvarník.

## Život a rodina
Narodil se v Kutné Hoře, v rodině židovských obchodníků s obilím (otec Theodor Zelenka, matka Kamila roz. Skučová). Vystudoval měšťanskou školu. Od roku 1920 byl členem Sdružení kutnohorského studentstva.
Pro kutnohorský Dámský židovský spolek realizoval již v roce 1925 scénu a výpravu pro inscenaci hry Princezna Pampeliška. V této hře se objevil v roli krále Ota Ohrenstein (známý později jako Ota Ornest).
V letech 1923–1928 studoval Školu architektury a pozemního stavitelství ČVUT v Praze.
V letech 1931–1937 přispíval pro časopis Eva články o interiérech a nábytku.
V roce 1932 se oženil, manželka Gertuda roz. Joklová (* 7. února 1909) měla módní salón v Jungmannově ulici č. 41 v Praze 2. Dne 31. ledna 1936 se jim narodil syn Martin Petr.
Po celý svůj krátký život se věnoval architektuře, grafice, tvorbě plakátů, návrhům divadelní scény a kostýmů. Divadelní práce zahrnovala cca 150 inscenací jak v činohře, tak v opeře, baletu, revue a v dětských představení.
Zelenka věděl, že s nástupem fašismu hrozí rodině vážné nebezpečí a připravoval odjezd do Anglie. Nakonec se nepodařilo včas odcestoval z důvodu nemoci syna . Dne 13. července 1943 byl pak deportován i s rodinou do Terezínského ghetta a v říjnu 1944 zahynul při transportu z Terezína do Osvětimi (zdroje se liší). Válku nepřežila ani jeho manželka , ani syn .
V březnu 1945 zemřel v koncentračním táboře Dachau i jeho mladší bratr Jan.
V rodné Kutné Hoře byla po Fr. Zelenkovi rozhodnutím zastupitelstva r. 2007 pojmenována v městské části Hlouška dosud bezejmenná ulice – Zelenkova. Právě v sousedství této ulice se totiž nachází někdejší vila továrníka Leo Reinigera, kterou Fr. Zelenka vyprojektoval.
Památce Františka Zelenky, jeho manželky Gertrudy a syna Martina jsou věnovány "Kameny zmizelých" před domem v Haštalské ulici č. 760/27 v Praze 1 na Starém Městě.

## Architektura

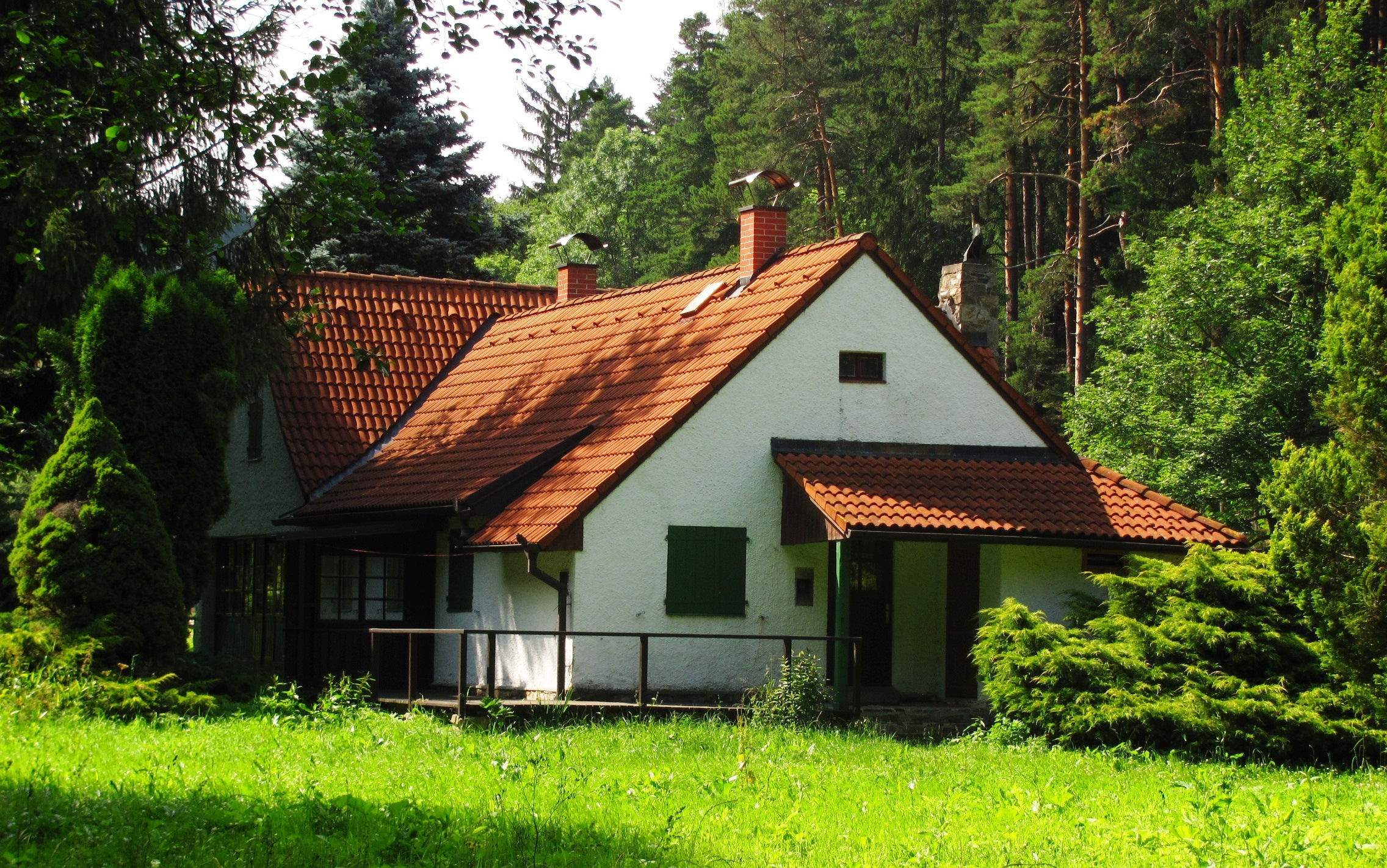
Werichova chata ve Velharticích na břehu říčky Ostružná

Jako architekt se od roku 1932 zabýval převážně rodinnými, činžovními a obchodními domy. Podílel na funkcionalistických vilách v Praze 6 – osadě Baba, domech v Praze a Kutné Hoře (např. vila pro továrníka Leo Reinigera). Navrhl např. i administrativní budovu pro továrnu AERO (1935). Účastnil se rovněž soutěží na výstavbu divadel (Tylovo divadlo v Kutné Hoře 1928 a Národní divadlo v Brně v letech 1936–1937 společně s architektem Kerhartem).
Byl autorem realizovaných návrhů na portály obchodů v Praze (např. Vilímkovo knihkupectví) a několika realizovaných interiérů, např. Modrý pokoj pro J. Ježka v Kaprově ulici v Praze.
Pro Jana Wericha navrhl v roce 1938 jeho chatu ve Velharticích na břehu říčky Ostružné.

## Divadlo
Od roku 1924 působil v Praze – Holešovicích v Legií malých (též Legie mladých) pod vedením profesora Pražské konzervatoře Jaroslava Hurta na Scéně adeptů spolu s dalšími mladými umělci, studenty a absolventy Pražské konzervatoře, k nimž patřili např.: Jiří Frejka, Míra Holzbachová, Saša Machov, František Salzer, Erik Adolf Saudek, Světla Svozilová, Jiřina Šejbalová, Jan Škoda, Hanuš Thein, Bohuš Záhorský; z hudebníků Jaroslav Ježek, z výtvarníků dále i František Muzika.
Již v roce 1926 byl pozván Karlem Hugo Hilarem do pražského Národního divadla (1926).
Jeho hlavní oblastí však byla avantgardní divadla. V sezóně 1927/1928 působil v divadle Dada s Jiřím Frejkou (Dona Kichotka, režie Jiří Frejka, 1927), v roce 1929 v Moderním studiu. Realizoval kostýmy, scény, plakáty (divadelní, reklamní), obálky pro časopisy (např. pro Osvobozené divadlo), přebaly na písně, noty a knihy.
V Osvobozeném divadle působil v letech 1929–1932 jako šéf výpravy, spolupracoval s ním pak i dále do roku 1937.
V září 1935 se zúčastnil v Moskvě třetího festivalu moskevských divadel, kam odcestoval s delegací, kde dále byli např. Jan Werich, Jaroslav Ježek, režiséři Karel Dostal a František Salzer, herci Božena Půlpánová, Vojta Novák a další.
V roce 1936 krátce působil jako šéf výpravy ve Slovenském Národním divadle v Bratislavě. Následně působil v Národním divadle v Praze a v Divadle na Vinohradech. Spolupracoval s tehdejšími význačnými režiséry, např. Karlem Hugo Hilarem, Karlem Dostalem, Františkem Salzerem, Ferdinandem Pujmanem a dalšími.
Později, podle nacistických rasových zákonů mu nesmělo žádné divadlo zadávat práci, ale pracoval i nadále kryt cizími jmény a např. pro Shakespearovo Zkrocení zlé ženy v prosinci r. 1939 navrhl scénu, před veřejností krytou jménem režiséra Fr. Salzera a kostýmy, kryté jménem Jana Porta.
Poslední divadelní výpravou (krytou opět cizím jménem) byla v roce 1941 inscenace Shakespearovy hry Jak se vám líbí v Divadle na Vinohradech v režii Františka Salzera.

## Citát
| „                   | Jeho jméno však zůstane spojeno s rozkošným úsekem Osvobozeného divadla, kdy chlapecké veselí Tří strážníků se tak jedinečně spojovalo s chlapeckou fantasií Zelenkovou. A tak jeho památka nechť žije nezkalena v srdcích všech, kdo ho znali a měli rádi – navzdory životu, který vzal tak nevhodně a surově za své. | “ |
| — Václav Holzknecht | |   |

## Divadlo v Terezíně

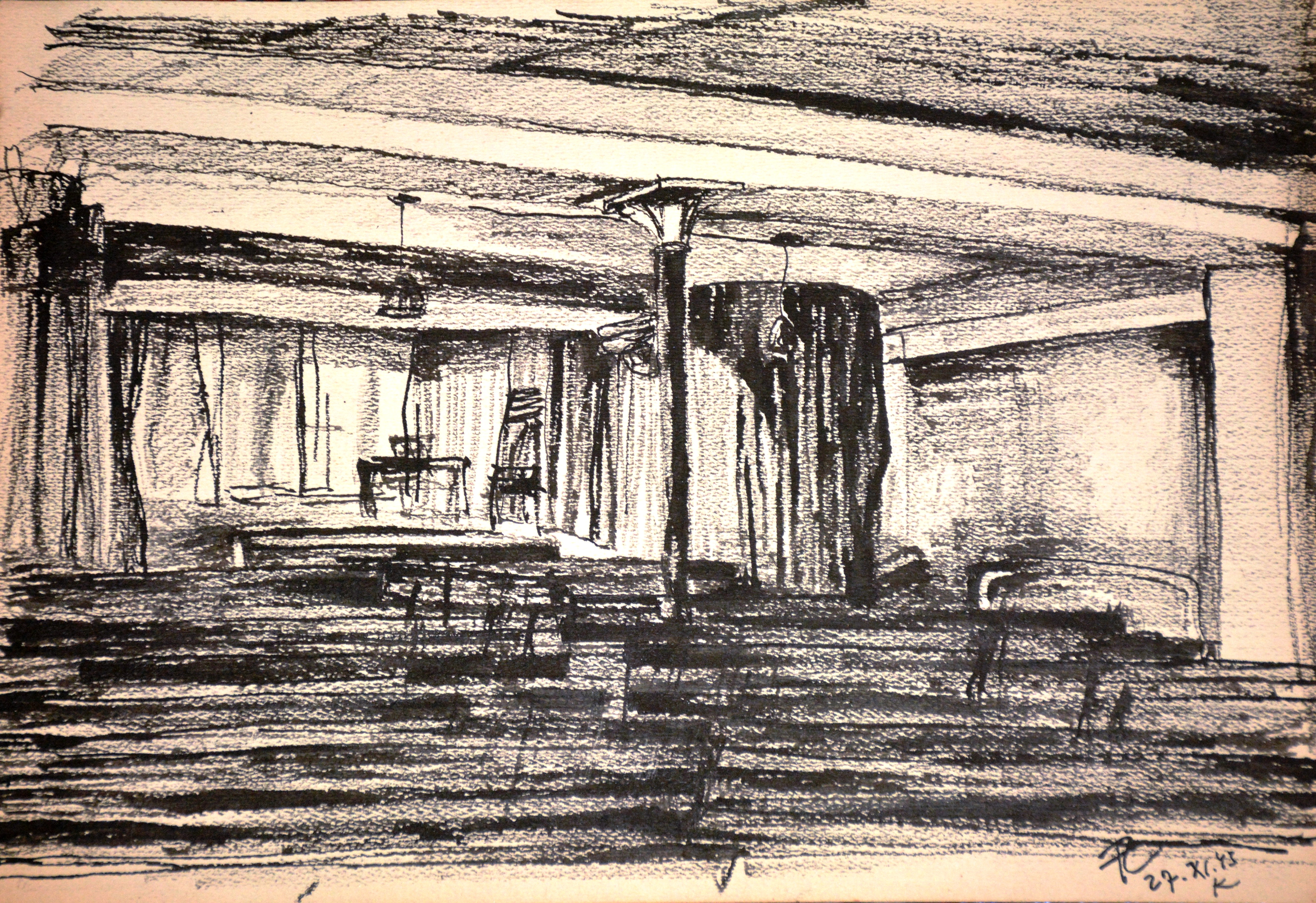
František Zelenka: Terezínská půda (kresba, datováno 27.11.1943)

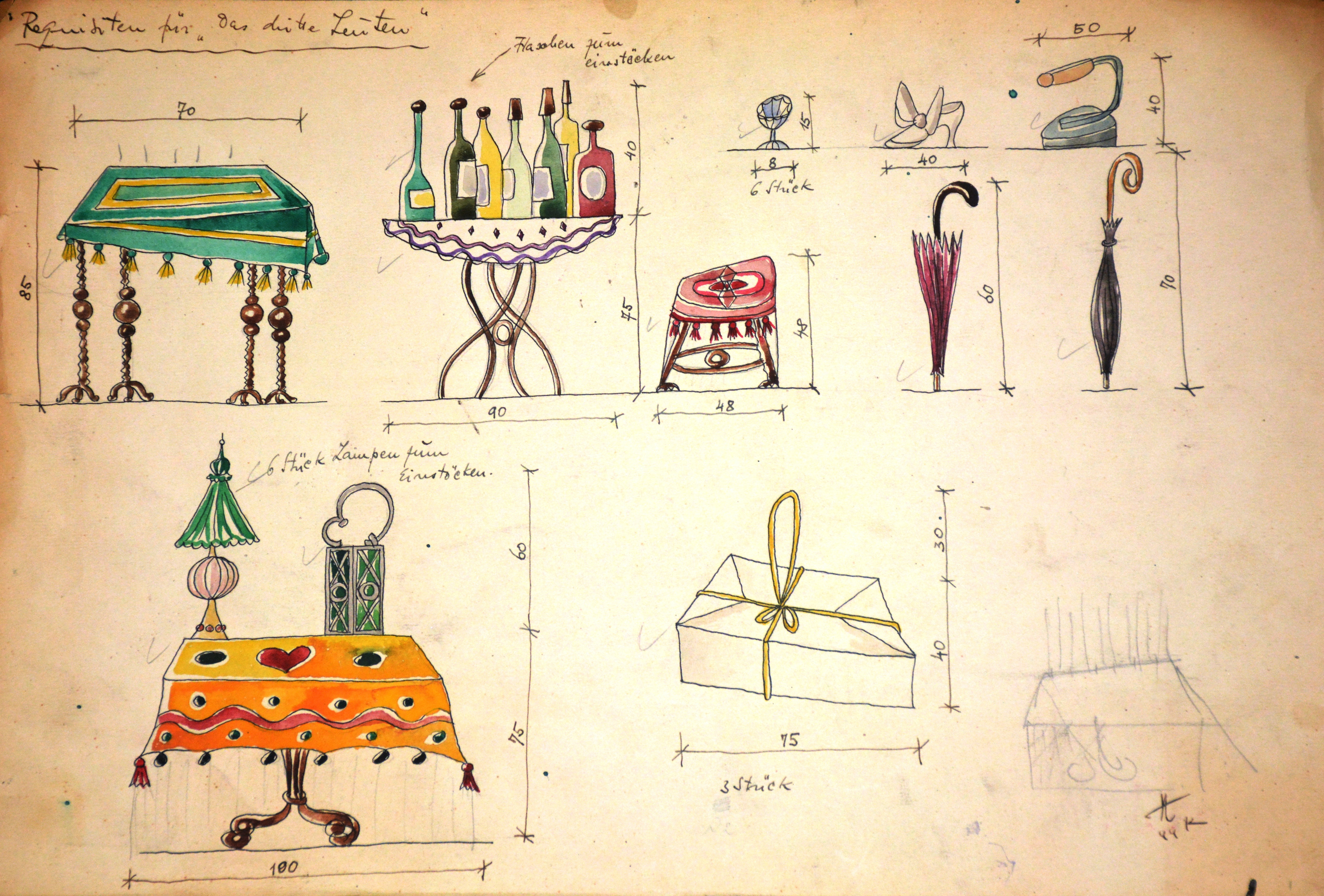
Návrh rekvizit pro divadelní představení (Terezín Ghetto, datováno 1944)

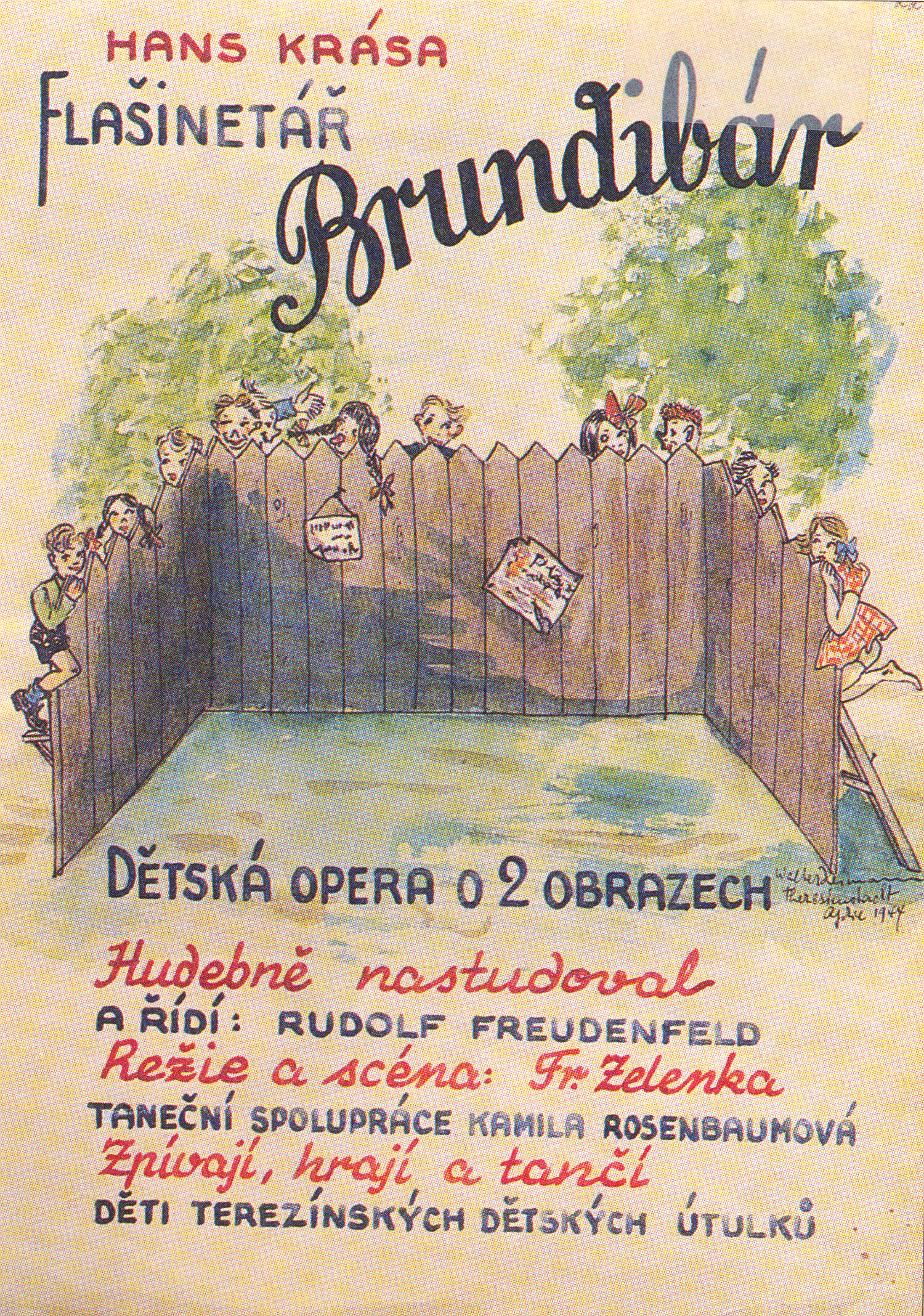
Plakátek k opeře Flašinetář Brundibár

Do Terezínského ghetta byl deportován 13. července 1943. V táboře byl zaměstnán Radou židovských starších a zapojil se do organizování divadelních představení a inscenoval zde celkem 27 divadelních představení, např. i dětskou operu z roku 1938 Hanse Krásy a Adolfa Hoffmeistera: Flašinetář Brundibár (premiéra 1943). Hru režíroval i pro ni navrhl scénu. Do podzimu roku 1944 byla inscenována v Terezíně 55×. Závěrečné scény divadelních představení byly Němci natočeny a zneužity v propagandistickém filmu Theresienstadt (známějším pod názvem Vůdce daroval Židům město).
Dalšími inscenacemi realizovanými v Terezíně byly např. Prodaná nevěsta, Ženitba, Poslední cyklista, Carmen.
Hrálo se na malých, spoře osvětlených půdách. Omezené a stísněné jevištní prostory nedovolovaly režisérům ani výtvarníkům vytvořit scénu složitými nebo náročnými dekoracemi. Těžiště výtvarné složky se tak přesunulo do oblasti kostýmní.

## Dílo

### Realizované stavby
- 1926 Modrý pokoj Jaroslava Ježka v Kaprově ulici 10 (čp. 45) v Praze 1-Starém Městě
- 1928 vila Jaroslava Šaldy, čp. 1882, Praha 5-Smíchov, Na Hřebenkách 12 – úprava
- 1934 Rodinný dům Jana Zadáka, čp. 1792, Praha 6-Dejvice, Osada Baba, Na Ostrohu 53[20]
- 1934–1938 Dům Svazu československého díla, čp. 38, Praha 1-Nové Město, Národní 36, Charvátova 10, spoluautor Oldřich Starý[21]
- 1936 Rodinný dům čp. 2267, Praha 5-Smíchov, Na Cihlářce 14[22]
- 1937 Nájemní a obchodní dům, čp. 718, Praha 1-Nové Město, Palackého 9[23]
- 1937–1938 Nájemní dům s obchody čp. 1184, Praha 1-Nové Město, Lodecká 3, spoluautor: Leopold Ehrmann[24][25]
- 1938 Topičův dům, úpravy přízemí, čp. 1010, Praha 1-Staré Město – úpravy přízemí secesního domu architekta Osvalda Polívky, v šedesátých letech dále upravováno.
- 1938 Vilímkovo knihkupectví, čp. 59, Praha 1-Nové Město, Národní 30 – dvoupodlažní knihkupectví v původně secesním domě. Dnes Galerie Václava Špály.

### Vybraná scénická provedení (do roku 1941)
- 1926 Eugene O'Neill: Farma pod jilmy, sál U Anděla – Kutná Hora, režie Josef Pírko
- 1926 William Shakespeare: Blažena a Beneš (Mnoho povyku pro nic), Národní divadlo, režie Karel Hugo Hilar
- 1926 William Shakespeare: Jak se vám to líbí, Stavovské divadlo, režie Karel Hugo Hilar
- 1927 John Drinkwater: Abraham Lincoln, ND, režie Karel Dostal
- 1927 Antonín Dvořák: Čert a Káča, ND, režie Josef Munclinger
- 1927 Maurice Ravel: Dítě a kouzla, ND, režie Ferdinand Pujman
- 1927 George Bernard Shaw: Lékař v rozpacích, ND, režie Vojta Novák
- 1927 Sophus Michaëlis: Na moři, Stavovské divadlo, režie Milan Svoboda
- 1927 Emil František Burian, Jiří Frejka a kol.: Dona Kichotka, Divadlo Dada, režie Jiří Frejka
- 1928 Jan Evangelista Zelinka: Skleněná panna, ND, režie Jaroslav Hladík
- 1928 Rudolf D. Zoulek: Film, Stavovské divadlo, režie Milan Svoboda
- 1928 Antonín Dvořák: Armida, ND, režie Ferdinand Pujman
- 1928 Otokar Fischer: Kdo s koho, Stavovské divadlo, režie Vladimír Gamza
- 1928 Jiří Frejka: Třetí zavěšení visacího stolu, Divadlo Dada, režie Jiří Frejka
- 1928 Edmond Konrád: Olbřím, Divadlo na Vinohradech, režie Jan Bor
- 1929 Rabíndranáth Thákur: Poštovní úřad, sál U Anděla – Kutná Hora, režie Josef Pírko (scéna a kostýmy František Zelenka)
- 1929 Johann Wolfgang Goethe: Urfaust, Legie malých, režie Miloslav Jareš
- 1929 Emil František Burian: Fagot a flétna, Národní divadlo, režie Ferdinand Pujman
- 1929 Otakar Ostrčil: Kunálovy oči, ND, režie Ferdinand Pujman
- 1929 Samuel Nathaniel Behrman: Ten druhý, Stavovské divadlo, režie Milan Svoboda
- 1929 George Bernard Shaw: Americký císař, ND, režie Vojta Novák
- 1929 Marcel Achard: Marcelina, Stavovské divadlo, režie Jiří Frejka
- 1929 Jiří Voskovec a Jan Werich: Fata Morgana, Osvobozené divadlo, režie V+W
- 1930 John Drinkwater: Abraham Lincoln, Stavovské divadlo, režie Karel Dostal
- 1930 Edmond Konrád: Nahý v trní, Stavovské divadlo, režie Karel Dostal
- 1930 František Langer: Ráno, Stavovské divadlo, režie Karel Dostal
- 1930 André Paul Antoine: Roztomilá nepřítelkyně, Stavovské divadlo, režie Viktor Šulc
- 1930 Vítězslav Novák: Zvíkovský rarášek, ND, režie Ferdinand Pujman
- 1930 Steve Passeur: Žena, která si koupila muže, Stavovské divadlo, režie Jiří Frejka
- 1930 Jiří Voskovec a Jan Werich: Sever proti Jihu, Osvobozené divadlo, režie V+W
- 1930 Jiří Voskovec a Jan Werich: Ostrov Dynamit, Osvobozené divadlo, režie V+W
- 1931 Rudyard Kipling: Mauglí, Legie malých, režie Miloslav Jareš
- 1931 Molière: Lakomec, Stavovské divadlo, režie Vojta Novák
- 1931 Gioacchino Rossini: Lazebník sevillský, Stavovské divadlo, režie Ferdinand Pujman
- 1931 Régis Gignoux: Profesor angličtiny, Stavovské divadlo, režie Milan Svoboda
- 1931 Jiří Voskovec a Jan Werich: Don Juan a comp., Osvobozené divadlo, režie V+W
- 1931 Jiří Voskovec a Jan Werich: Golem, Osvobozené divadlo, režie Jindřich Honzl
- 1932 Jiří Voskovec a Jan Werich: Caesar, Osvobozené divadlo, režie Jindřich Honzl
- 1932 Jiří Voskovec a Jan Werich: Robin Zbojník, Osvobozené divadlo, režie Jindřich Honzl
- 1932 Marcel Achard: Domino, Stavovské divadlo, režie Vojta Novák
- 1932 Marcel Pagnol: Fanny, Stavovské divadlo, režie Karel Dostal
- 1932 Florent Schmitt: Uspavač, ND, režie Joe Jenčík (scéna a kostýmy František Zelenka)
- 1932 Alfred Savoir: Umělecká dvojice, Stavovské divadlo, režie Viktor Šulc
- 1932 Emil Synek: Zrádce, Divadlo na Vinohradech, režie Jan Bor
- 1933 Petr Petrovič Gorlov: Uchvatitel ohně, Legie malých, režie Miloslav Jareš
- 1933 Jaroslav Křička: Strašidlo v zámku, Stavovské divadlo, režie Hanuš Thein
- 1934 William Somerset Maugham: Veliká výhra, Divadlo na Vinohradech, režie Bohuš Stejskal
- 1934 Jiří Mahen: Rodina 1933, Stavovské divadlo, režie Vojta Novák
- 1935 Edouard Bourdet: Časy se mění, Stavovské divadlo, režie Karel Dostal
- 1935 Sidney Kingley: Muži v bílém, Divadlo na Vinohradech, režie Bohuš Stejskal
- 1935 Molière: Před svatbou – po svatbě, Stavovské divadlo, režie Vojta Novák
- 1935 Miroslav Ponc: Osudy, Národní divadlo, režie Jelizaveta Nikolská – balet
- 1936 Henri Jeanson: Čestné slovo, Stavovské divadlo, režie Karel Dostal
- 1936 Oleksandr Jevdokymovyč Kornijčuk: Chirurg Platon Krečet, Stavovské divadlo, režie Vojta Novák
- 1936 Jiří Voskovec a Jan Werich: Nebe na zemi, Osvobozené divadlo, režie Jindřich Honzl, výprava V+W, kostýmy František Zelenka
- 1936 Zoë Akins, Edith Wharton: Hlas krve (The Old Maid), Stavovské divadlo, režie Vojta Novák
- 1936 Molière: Škola žen, Divadlo na Vinohradech, režie Bohuš Stejskal
- 1936 Miroslav Rutte: Zamilovaní přátelé, Komorní divadlo, režie Bohuš Stejskal
- 1937 Frank Tetauer: Svět, který stvoříš, Stavovské divadlo, režie Aleš Podhorský
- 1937 W.Shakespeare: Cokoli chcete (Večer tříkrálový), Divadlo na Vinohradech, režie František Salzer, (výprava František Zelenka j. h. )
- 1938 Frank Tetauer: Milostná mámení, Divadlo na Vinohradech, režie František Salzer
- 1938 Carlo Goldoni: Sluha dvou pánů, Divadlo na Vinohradech, režie František Salzer
- 1938 Václav Kliment Klicpera: Divotvorný klobouk a Poslední prázdniny, Divadlo na Vinohradech, režie František Salzer
- 1939 Otakar Ostrčil: Kunálovy oči, ND, režie Ferdinand Pujman
- 1939 William Shakespeare: Zkrocení zlé ženy, Divadlo na Vinohradech, režie František Salzer
- 1941 William Shakespeare: Jak se vám líbí, Divadlo na Vinohradech, režie František Salzer

### Filmografie
- 1931 V+W: Pudr a benzín, režie Jindřich Honzl; kostýmy a výprava František Zelenka

### Výstavy o F. Zelenkovi
- 1991/1992 – Uměleckoprůmyslové muzeum Praha: František Zelenka: plakáty, architektura, divadlo
- 1994 Praha – Národní muzeum Praha: Scénograf František Zelenka
- 1994 Londýn – Retrospektivní výstava: František Zelenka
- 2008 Kutná Hora – České muzeum stříbra: František Zelenka 1904–1944 Rodák z Kutné Hory

## Osobnosti divadla a kultury o Františku Zelenkovi
Václav Holzknecht
- Jako svítila při Fata morganě šťastná hvězda na hudebního skladatele a na choreografa, tak ještě vystačila svým světlem i na výtvarníka. František Zelenka byl člověk jejich věku, jejich mentality a měl s nimi společný smysl pro zkratku, vtip i poesii…Dík jeho lehké ruce a jeho základním barvám se scéna celá radovala a svítila. Ostatně jako architekt měl smysl pro prostor a nespokojoval se jako někteří malíři toliko malbou obrázkových dekorací: jeho výpravy měly trojrozměrnost a byly vynalézavé v použitých hmotách…[26]
- František Zelenka prokázal dobrou službu Osvobozenému divadlu i svými plakáty, jimiž oznámil na nárožích premiéry některých her. V plakátu se Zelenka nikdy nezmýlil a nezaměnil jej za ilustraci; jejich odborná dokonalost přinutila každého, kdo věci rozuměl, aby se u nich zastavil a radoval se z jejich zdařilého výsledku. Měly po každé nápad, který byl ústředním bodem celé komposice, a jejich malířská stránka zaujala vždy něčím novým. Stejně se osvědčil i v obálkách, které navrhoval pro Ježkovy písně [26].
- Po Robinovi přestala vzájemná spolupráce Zelenkova s Voskovcem a Werichem, neboť se Zelenka osamostatnil jako architekt a pracoval i pro jiná divadla…Pak již mizí ze scény Osvobozeného divadla úplně a – třikrát žel – brzy nato i s povrchu země. Je tragické, že tak příjemného člověka, jakým Zelenka byl, postihla jedna z nejdrsnějších forem zániku, které poznala okupační doba: bylo mu devětatřicet let, když zahynul na pochodu smrti z Terezína do Osvětimi…[27].

Norbert Frýd
- Působil zde především vynikající šéf výpravy, architekt František Zelenka, výtvarník Osvobozeného divadla, člověk nápaditý, vynalézavý, vtipný. Jeviště se nacházela na půdách kasáren, to samo o sobě dávalo scénám fantastickou atmosféru…Zelenka využíval všecky dané kvality jevišť, stupňoval je zdůrazněním jejich práchniviny (třeba v Gogolově Ženitbě), nebo tím, že používal výhradně materiálů typických pro ghetto (heraklit, sláma, plechovky). Kostýmy pro Esther byly například z prostěradel – zbyly jich tu stovky po mrtvých. Pestře obarvené a na dětský způsob poskládané a prostříhané nůžkami jako papír, vytvořily cosi podobného kraječkám, ovšem roztřepeným, chudince veselým. Král pak měl na krku řetěz z prázdných krabiček od paštik, střepce na šatě Opovědníka byly z dřevité vlny [28].

Ota Ornest
- Zelenku odvezli do Terezína, kde dokázal, že je v umění „vařit z vody“ skutečný mistr. Na půdách terezínských kasáren vytvářel podivuhodné scény z dostupných materiálů – starých hadrů, slámy, motouzů a papíru. Z Terezína ho deportovali do tábora smrti [29].

Jan Port
- Pro Claudelova Protea potřeboval vtip a vynalézavost Františka Zelenky, jemuž svěřil také Giraudouxovu hříčku Trojská válka nebude. Se Zelenkou se Salzerovi povedly vtipně vyřešit hříčky Klicperovi, komediantský Goldoniho Sluha dvou pánů a okázalý i trochu až tuze nadnesený Shawův Caesar a Kleopatra. Hlavně však se Zelenkou zahájil Shakespeary, nejúspěšnější Večer tříkrálový. Při Zkrocení zlé ženy už bylo nutno jméno „nearijského“ výtvarníka skrývat a po komedii Jak se vám líbí byl Zelenka odvezen do Terezína s celou rodinou. Ale i tam se tento zapřisáhlý divadelník uplatňoval, pokud nebyl odvlečen a na „pochodu smrti“ zastřelen ve spánku, když už únavou klesl [30].

František Salzer
- Snad jsme se po prvé viděli mezi dětmi v holešovické „Legii malých“…V tomto prostředí zvídavých dětských očí a uspěchaných dětských nohou dospívalo i jedno přerostlé dítě, které na rozdíl od svých malých kamarádů, docházejících sem s písankami a čítankami, někteří ještě i s černými tabulkami a houbičkou, přicházelo už s indexem posluchače architektury. Tak nějak jsem ho poznal; jako dítě mezi dětmi, prostoupeného nevinnou dětskou fantasií, radostného podílníka dětských her a práce, pilného usměrňovače drobných dětských starostí a plánů. Ve styku s nimi přejímal i nejzákladnější vlastnosti jejich vyjadřovacího projevu – mimického i slovního. Jeho pohyblivé, tmavé oči nebyly nikdy zakaleny nejistotou nebo smutkem [31].
- I na zájezdy s námi jezdil, pomáhal, snášel, stavěl a osvětloval, stejně samozřejmě a nadšeně jako mezi dětmi holešovické „Legie“. Ale nejvíc času vždycky věnoval krejčovně, kde pilné ruce krejčích a krejčové realizovaly z nejrůznějších materiálů kostýmní fantasie, do nichž oblékal postavy herců. Tady byl vždycky ve svém živlu nejvlastnějším. Tu hýřil jeho vtip, ti se nejvíc uplatňoval jeho humor a smysl pro tvarový detail, jeho odvaha ve skládání barev…V provádění návrhů byl až úzkostlivě neústupný. Z materiálů odpovídala jeho výrazové lehkosti krajkovina, ze které kouzlil své nekrásnější kostymy. Krajky, závoje a síťoviny používal i jako materiálu dekoračního…Vůbec práce na Večeru tříkrálovém byla pro mne nejhlubším a nejopravdovějším uměleckým požitkem z celého styku se Zelenkou [32].
- Prožíval jistě silně a bezprostředně události v Německu, i když neztrácel svůj podivuhodný optimismus studentských let…Zatím co při studiu Zkrocení se ještě odvážně stýkáme i na zkouškách v setmělém hledišti, Jak se vám líbí už připravujeme v tajných schůzkách střídavě na různých místech, nejčastěji po osmé večer v nouzovém bytě celé jeho rodiny na Novotného lávce. Představení Zkrocení zlé ženy ještě byl tajně přítomen při jedné odpolední reprise. Ale realisaci poslední své výpravy Jak se vám líbí už neviděl…Scházeli jsme se už jenom pozdě v noci v jeho bytě, abych ho informoval o divadelních událostech. Nosím mu knihy divadelních her a on mě často překvapuje skizzami dekorací a kostymů…A upíná se stále víc a víc ke svému dítěti, které je teď jeho primitivním spolupracovníkem – obratně už překresluje tátovy obrázky [33].
- Oliviiným černým šaškem a funebráckým Malvoliem z jeho Večera tříkrálového se začal jeho přerod, který se pravděpodobně zformoval za zdmi terezínského ghetta a který, nevyužit novým českým divadlem, skončil náhle zásahem surového velitele terezínské pevnosti někde v roce čtyřiačtyřicátém, kdy po druhé se přihlásil dobrovolně Zelenka-táta do transportu, ve kterém odváželi jeho dítě. Po prvé zaměnil dobrovolně jakž takž snesitelný život v Praze za terezínské ghetto v roce dvaačtyřicátém., kdy se přihlásil do transportu, do kterého byla zařazena jeho rodina a po druhé za necelé dva roky odchází z Terezína za dítětem na poslední cestu někam do Polska------Z této pouti se nevrátil ani on, ani jeho dítě [34].

Bořivoj Srba
- Zelenkovými nejzdařilejšími pracemi z doby okupace byly výpravy k Salzerovým inscenacím Zkrocení zlé ženy a Jak se vám líbí. V nich oba tvůrci společně usilovali obnovit účinnost Shakespearových her na shakespearovsky prostém pódiovém jevišti: východiskem byl jednoduchý, ale nápaditě členěný půdorys. Zvlášť úspěšně se po této stránce Salzerovi a Zelenkovi podařilo vyřešit scénu k inscenaci Jak se vám líbí, v níž se Zelenka také silně přiblížil malířskému typu poetistické dekorační konvence. Děje hry vyzvedl na kruhové pódium a podstavec o trojí úrovni, a světelnost a smavost komedie se pokusil vyjádřit do zlatova vybarvenou stehovou kresbou stromů ardenského lesa, aplikovanou na organtinových závěsech. Podle kritiky „byl smavý les, jakoby utkaný z par touhy, křehký jako básníkova slova a lehký jako jeho smích“.[35]

## Galerie

Stavby Františka Zelenky
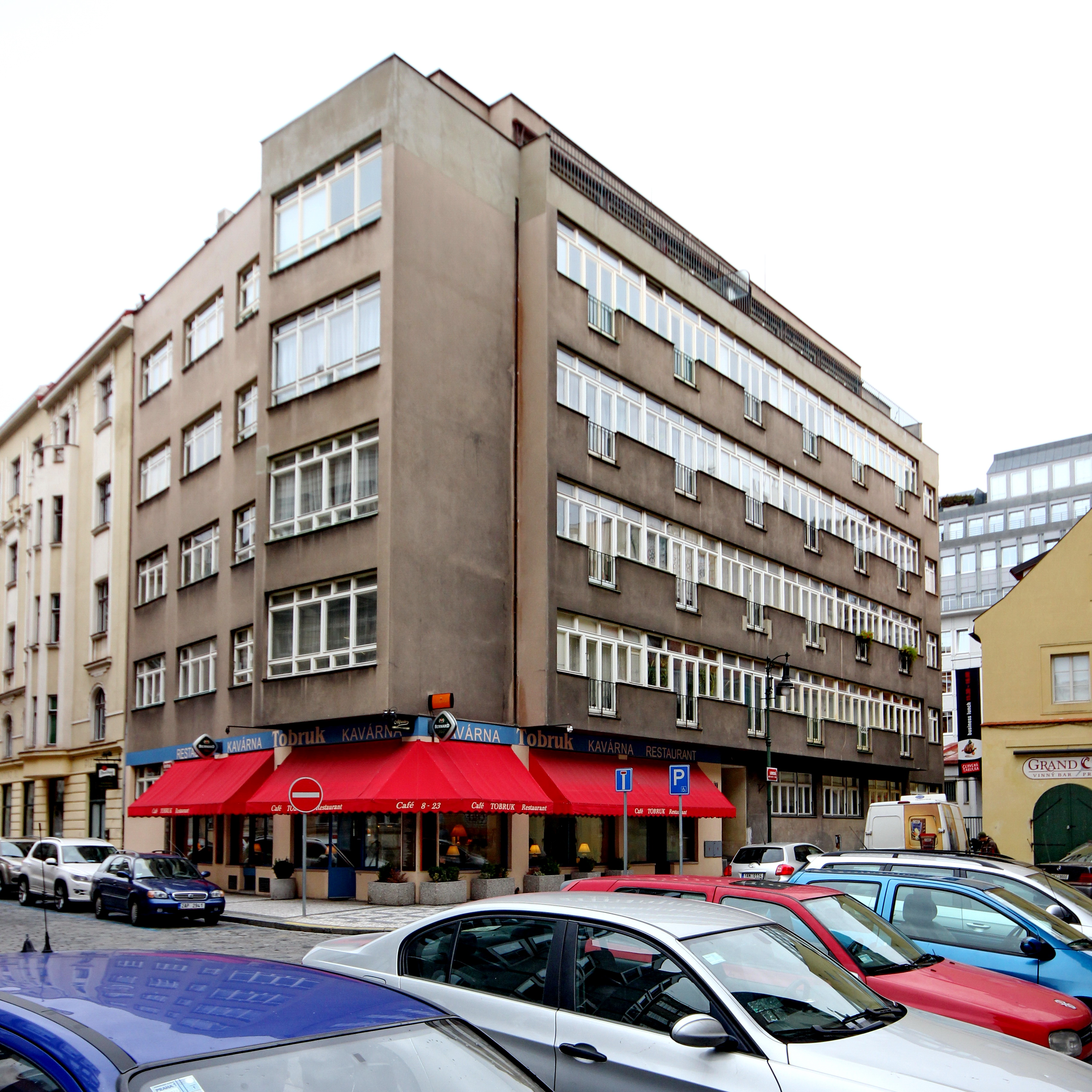
1937–1938 Nájemní dům, Praha 1, Lodecká 3, spoluautor: Leopold Ehrmann
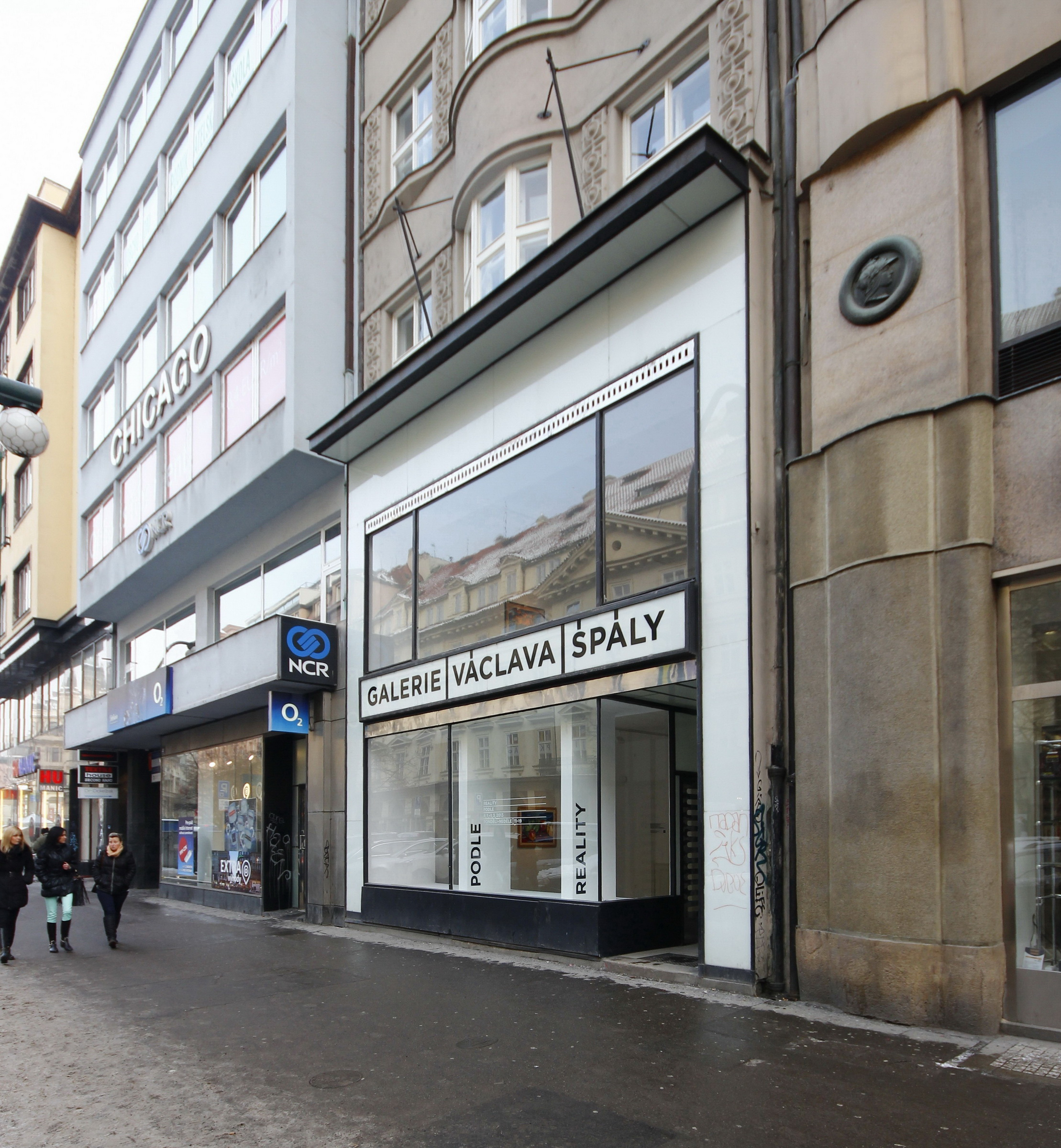
1938 Vilímkovo knihkupectví, dnes Galerie Václava Špály
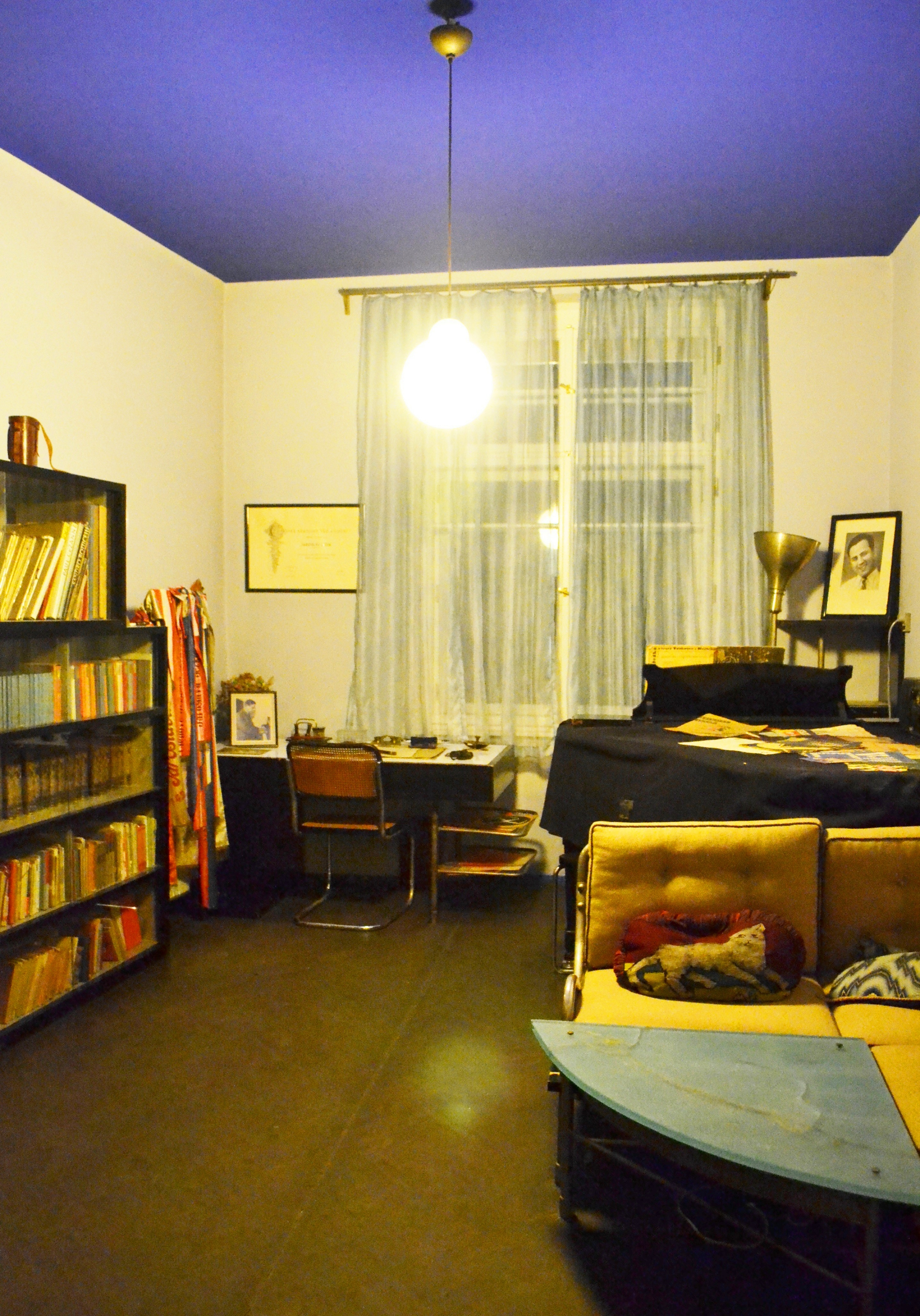
1926 Modrý pokoj Jaroslava Ježka (stav v roce 2015)
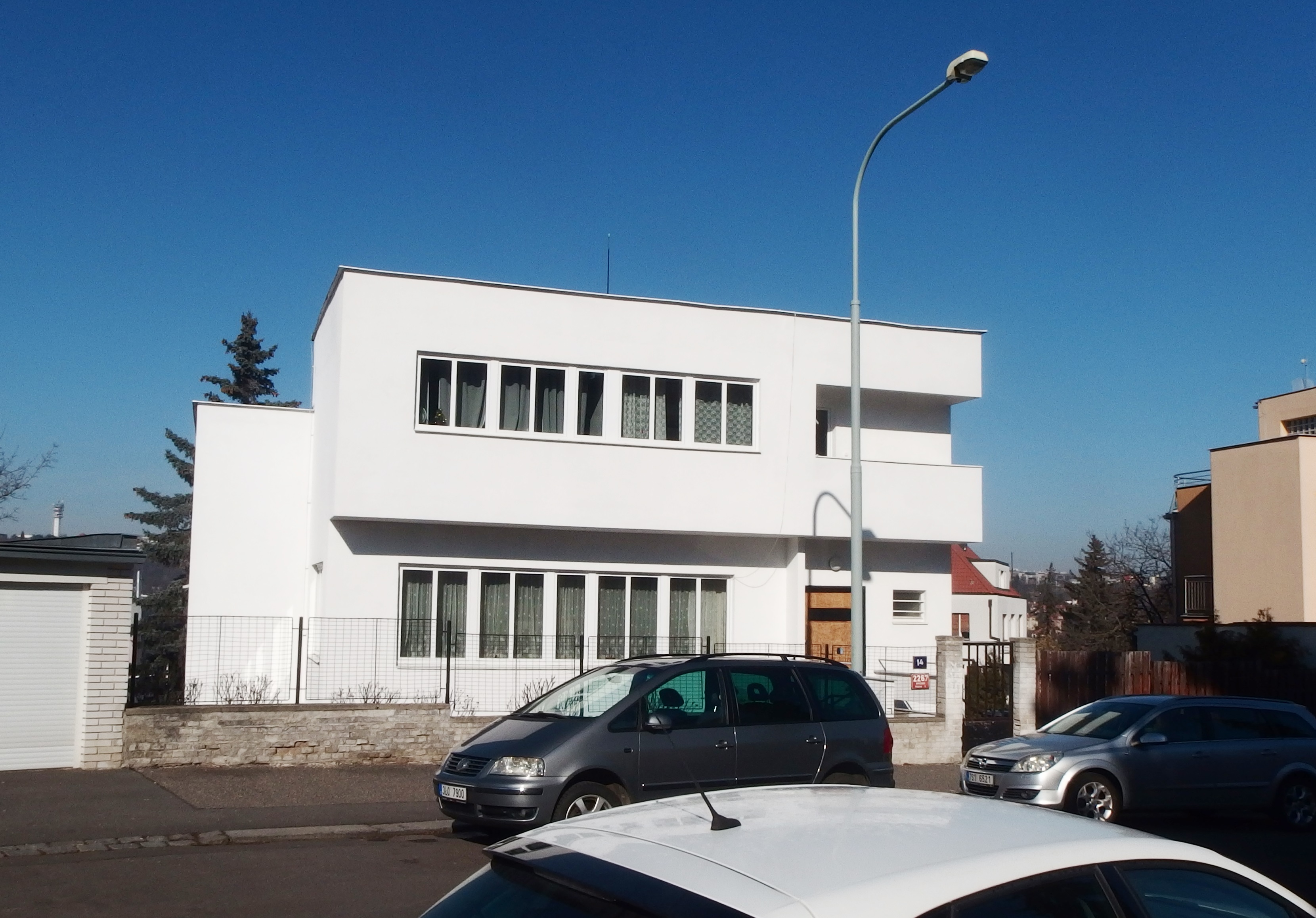
1936 Vila Na Cihlářce 14, Praha 5-Smíchov (stav v roce 2019)